# 사은사
사은사란 조선시대 명나라와 청나라가 조선에 대하여 은혜를 베풀었을 때 이를 보답하기 위해 보내던 사절 또는 그 사신이다. 진하사(進賀使)·진위사(陳慰使)·주청사(奏請使)·진향사(進香使)와 함께 주로 행해졌으며, 수시로 보내던 임시사절 가운데 하나였다.